# Averly
G. Averly war ein französischer Hersteller von Automobilen. Eine Quelle schreibt G. Averley.

## Unternehmensgeschichte
Georges Averly (1853–1931) war ein Elektrotechniker. 1899 gründete er das Unternehmen in Lyon zur Produktion von Automobilen. 1901 endete die Produktion. Es entstanden nur wenige Exemplare. 1919 gründete Georges Averly die Société Anonyme des Établissements Georges Averly in Lyon.

## Fahrzeuge
Das Unternehmen stellte Kleinwagen her. Besonderheit war der Antrieb durch einen Elektromotor. Weitere Details sind nicht bekannt.